# Puchar Świata juniorów w łyżwiarstwie szybkim 2022/2023
Puchar Świata juniorów w łyżwiarstwie szybkim 2022/2023 był 14. edycją tej imprezy. Cykl rozpoczął się w fińskim Seinäjoki 26 listopada 2022 r., zaś zakończył 5 lutego 2023 r. w niemieckim Inzell.
Pucharowe zmagania rozegrano w 2 miastach, w 2 krajach, na 1 kontynencie.

## Medaliści zawodów

### Kobiety
| Lp.    | Data                 | Miejscowość | Konkurencja               | 1. miejsce                                                        | 2. miejsce                                                 | 3. miejsce                                                       | Źr.   |
| ------ | -------------------- | ----------- | ------------------------- | ----------------------------------------------------------------- | ---------------------------------------------------------- | ---------------------------------------------------------------- | ----- |
| 1. PŚJ | 26-27 listopada 2022 | Seinäjoki   | 1000 m (26.11)            | Alina Dauranowa                                                   | Wiktoria Dąbrowska                                         | Serena Pergher                                                   | [ 1 ] |
| 1. PŚJ | 26-27 listopada 2022 | Seinäjoki   | 3000 m (26.11)            | Jade Groenewoud                                                   | Sophie Kraaijeveld                                         | Chen Aoyu                                                        | [ 1 ] |
| 1. PŚJ | 26-27 listopada 2022 | Seinäjoki   | Sztafeta mieszana (26.11) | Hiszpania Luisa María González · Alexander Rezzonico              | Austria Jeannine Rosner · Alexander Farthofer              | Polska Wiktoria Dąbrowska · Michał Kopacz                        | [ 1 ] |
| 1. PŚJ | 26-27 listopada 2022 | Seinäjoki   | 500 m (27.11)             | Alina Dauranowa                                                   | Pien Hersman                                               | Serena Pergher                                                   | [ 1 ] |
| 1. PŚJ | 26-27 listopada 2022 | Seinäjoki   | 1500 m (27.11)            | Jade Groenewoud                                                   | Yukina Hatakeyama                                          | Misaki Shinno                                                    | [ 1 ] |
| 1. PŚJ | 26-27 listopada 2022 | Seinäjoki   | Bieg masowy (27.11)       | Chloé Hoogendoorn                                                 | Jade Groenewoud                                            | Kang Soo-min                                                     | [ 1 ] |
| 2. PŚJ | 3-4 grudnia 2022     | Seinäjoki   | 1000 m (03.12)            | Chung Hyun-seo                                                    | Alina Dauranowa                                            | Serena Pergher                                                   | [ 2 ] |
| 2. PŚJ | 3-4 grudnia 2022     | Seinäjoki   | 3000 m (03.12)            | Jade Groenewoud                                                   | Sophie Kraaijeveld                                         | Chen Aoyu                                                        | [ 2 ] |
| 2. PŚJ | 3-4 grudnia 2022     | Seinäjoki   | Bieg drużynowy (03.12)    | Holandia Sophie Kraaijeveld · Chloé Hoogendoorn · Jade Groenewoud | Polska Wiktoria Dąbrowska · Zofia Braun · Liwia Kubin      | Niemcy Maira Jasch · Melissa Schaefer · Josephine Schlörb        | [ 2 ] |
| 2. PŚJ | 3-4 grudnia 2022     | Seinäjoki   | 500 m (04.12)             | Pien Hersman                                                      | Alina Dauranowa                                            | Jildou Hoekstra                                                  | [ 2 ] |
| 2. PŚJ | 3-4 grudnia 2022     | Seinäjoki   | 1500 m (04.12)            | Jade Groenewoud                                                   | Kang Soo-min                                               | Chloé Hoogendoorn                                                | [ 2 ] |
| 2. PŚJ | 3-4 grudnia 2022     | Seinäjoki   | Bieg masowy (04.12)       | Chloé Hoogendoorn                                                 | Maira Jasch                                                | Zofia Braun                                                      | [ 2 ] |
| 3. PŚJ | 4-5 lutego 2023      | Inzell      | 1000 m (04.02)            | Alina Dauranowa                                                   | Pien Hersman                                               | Serena Pergher                                                   | [ 3 ] |
| 3. PŚJ | 4-5 lutego 2023      | Inzell      | 3000 m (04.02)            | Jade Groenewoud                                                   | Chen Aoyu                                                  | Hana Noake                                                       | [ 3 ] |
| 3. PŚJ | 4-5 lutego 2023      | Inzell      | Sprint drużynowy (04.02)  | Holandia Pien Smit · Pien Hersman · Angel Daleman                 | Stany Zjednoczone Greta Myers · Libby Williams · Piper Yde | Kazachstan Alona Lifatowa · Arina Iljaszczenko · Alina Dauranowa | [ 3 ] |
| 3. PŚJ | 4-5 lutego 2023      | Inzell      | 500 m (05.02)             | Pien Hersman                                                      | Serena Pergher                                             | Angel Daleman                                                    | [ 3 ] |
| 3. PŚJ | 4-5 lutego 2023      | Inzell      | 1500 m (05.02)            | Chen Aoyu                                                         | Kang Soo-min                                               | Arina Iljaszczenko                                               | [ 3 ] |
| 3. PŚJ | 4-5 lutego 2023      | Inzell      | Bieg masowy (05.02)       | Angel Daleman                                                     | Chloé Hoogendoorn                                          | Kang Soo-min                                                     | [ 3 ] |

#### Klasyfikacje
| Lp. | Zawodniczka          | Punkty |
| --- | -------------------- | ------ |
| 1.  | Pien Hersman         | 174    |
| 2.  | Alina Dauranowa      | 157    |
| 3.  | Serena Pergher       | 145    |
| 4.  | Wiktoria Dąbrowska   | 108    |
| 5.  | Chung Hyun-seo       | 106    |
| 6.  | Luisa María González | 101    |
| 7.  | Lee Soo-yeon         | 97     |
| 8.  | Jildou Hoekstra      | 88     |
| 9.  | Hanna Bíró           | 85     |
| 10. | Magdalena Smędzik    | 84     |

| Lp. | Zawodniczka        | Punkty |
| --- | ------------------ | ------ |
| 1.  | Alina Dauranowa    | 174    |
| 2.  | Serena Pergher     | 144    |
| 3.  | Chung Hyun-seo     | 143    |
| 4.  | Wiktoria Dąbrowska | 135    |
| 5.  | Pien Hersman       | 124    |
| 6.  | Chloé Hoogendoorn  | 109    |
| 7.  | Chen Aoyu          | 84     |
| 8.  | Lee Soo-yeon       | 79     |
| 9.  | Alona Lifatowa     | 79     |
| 10. | Jeannine Rosner    | 76     |

| Lp. | Zawodniczka        | Punkty |
| --- | ------------------ | ------ |
| 1.  | Kang Soo-min       | 146    |
| 2.  | Chen Aoyu          | 128    |
| 3.  | Jade Groenewoud    | 120    |
| 4.  | Zhou Jiarong       | 106    |
| 5.  | Arina Iljaszczenko | 96     |
| 6.  | Giorgia Aiello     | 93     |
| 7.  | Wiktoria Dąbrowska | 83     |
| 8.  | Ina Nakken         | 83     |
| 9.  | Sophie Kraaijeveld | 79     |
| 10. | Alona Lifatowa     | 78     |

| Lp. | Zawodniczka        | Punkty |
| --- | ------------------ | ------ |
| 1.  | Jade Groenewoud    | 180    |
| 2.  | Chen Aoyu          | 150    |
| 3.  | Kang Soo-min       | 110    |
| 4.  | Sophie Kraaijeveld | 108    |
| 5.  | Jeong Yu-na        | 93     |
| 6.  | Liwia Kubin        | 87     |
| 7.  | Dina Storelid      | 87     |
| 8.  | Zhou Jiarong       | 80     |
| 9.  | Giorgia Aiello     | 79     |
| 10. | Maira Jasch        | 77     |

| Lp. | Zawodniczka       | Punkty |
| --- | ----------------- | ------ |
| 1.  | Chloé Hoogendoorn | 174    |
| 2.  | Kang Soo-min      | 139    |
| 3.  | Chen Aoyu         | 117    |
| 4.  | Maira Jasch       | 115    |
| 5.  | Zofia Braun       | 115    |
| 6.  | Kim Hee-jin       | 100    |
| 7.  | Zhou Jiarong      | 100    |
| 8.  | Jeannine Rosner   | 91     |
| 9.  | Maybritt Vigl     | 90     |
| 10. | Jéssica Rodrigues | 78     |

| Lp. | Reprezentacja     | Punkty |
| --- | ----------------- | ------ |
| 1.  | Holandia          | 120    |
| 2.  | Polska            | 116    |
| 3.  | Korea Południowa  | 105    |
| 4.  | Kazachstan        | 104    |
| 5.  | Niemcy            | 91     |
| 6.  | Norwegia          | 76     |
| 7.  | Stany Zjednoczone | 54     |
| 8.  | Portugalia        | 53     |
| 9.  | Kanada            | 34     |
| 10. | Węgry             | 32     |

### Mężczyźni
| Lp.    | Data                 | Miejscowość | Konkurencja               | 1. miejsce                                                               | 2. miejsce                                                      | 3. miejsce                                                   | Źr.   |
| ------ | -------------------- | ----------- | ------------------------- | ------------------------------------------------------------------------ | --------------------------------------------------------------- | ------------------------------------------------------------ | ----- |
| 1. PŚJ | 26-27 listopada 2022 | Seinäjoki   | 1000 m (26.11)            | Issa Gunji                                                               | Nikita Ważenin                                                  | Tim Prins                                                    | [ 1 ] |
| 1. PŚJ | 26-27 listopada 2022 | Seinäjoki   | 3000 m (26.11)            | Stijn van de Bunt                                                        | Remco Stam                                                      | Nurali Akżol                                                 | [ 1 ] |
| 1. PŚJ | 26-27 listopada 2022 | Seinäjoki   | Sztafeta mieszana (26.11) | Hiszpania Luisa María González · Alexander Rezzonico                     | Austria Jeannine Rosner · Alexander Farthofer                   | Polska Wiktoria Dąbrowska · Michał Kopacz                    | [ 1 ] |
| 1. PŚJ | 26-27 listopada 2022 | Seinäjoki   | 500 m (27.11)             | Issa Gunji                                                               | Tim Prins                                                       | Kiyotaka Tokiyasu                                            | [ 1 ] |
| 1. PŚJ | 26-27 listopada 2022 | Seinäjoki   | 1500 m (27.11)            | Kotaro Kasahara                                                          | Tim Prins                                                       | Stijn van de Bunt                                            | [ 1 ] |
| 1. PŚJ | 26-27 listopada 2022 | Seinäjoki   | Bieg masowy (27.11)       | Shomu Sasaki                                                             | Stijn van de Bunt                                               | Kotaro Kasahara                                              | [ 1 ] |
| 2. PŚJ | 3-4 grudnia 2022     | Seinäjoki   | 1000 m (03.12)            | Tim Prins                                                                | Jenning de Boo                                                  | Nikita Ważenin                                               | [ 2 ] |
| 2. PŚJ | 3-4 grudnia 2022     | Seinäjoki   | 3000 m (03.12)            | Stijn van de Bunt                                                        | Emil Pedersen Matre                                             | Manuel Taibo                                                 | [ 2 ] |
| 2. PŚJ | 3-4 grudnia 2022     | Seinäjoki   | Bieg drużynowy (03.12)    | Norwegia Finn Elias Haneberg · Emil Pedersen Matre · Sigurd Holbø Dyrset | Polska Mateusz Śliwka · Wojciech Gutowski · Szymon Wojtakowski  | Niemcy Adrian Kaiser · Felix Motschmann · Tomy Nguyen        | [ 2 ] |
| 2. PŚJ | 3-4 grudnia 2022     | Seinäjoki   | 500 m (04.12)             | Tim Prins                                                                | Jenning de Boo                                                  | Koo Kyung-min                                                | [ 2 ] |
| 2. PŚJ | 3-4 grudnia 2022     | Seinäjoki   | 1500 m (04.12)            | Tim Prins                                                                | Emil Pedersen Matre                                             | Ko Eun-woo                                                   | [ 2 ] |
| 2. PŚJ | 3-4 grudnia 2022     | Seinäjoki   | Bieg masowy (04.12)       | Tim Prins                                                                | Cong Zhenlong                                                   | Manuel Taibo                                                 | [ 2 ] |
| 3. PŚJ | 4-5 lutego 2023      | Inzell      | 1000 m (04.02)            | Jordan Stolz                                                             | Issa Gunji                                                      | Motoki Abe                                                   | [ 3 ] |
| 3. PŚJ | 4-5 lutego 2023      | Inzell      | 3000 m (04.02)            | Sigurd Henriksen                                                         | Jordan Stolz                                                    | Shomu Sasaki                                                 | [ 3 ] |
| 3. PŚJ | 4-5 lutego 2023      | Inzell      | Sprint drużynowy (04.02)  | Stany Zjednoczone Jordan Stolz · Jonathan Tobon · Auggie Herman          | Kazachstan Roman Binozarow · Andriej Siemionow · Nikita Ważenin | Szwecja Sebastian Forsmark · Kaspar Norberg · Simon Jeppsson | [ 3 ] |
| 3. PŚJ | 4-5 lutego 2023      | Inzell      | 500 m (05.02)             | Jordan Stolz                                                             | Issa Gunji                                                      | Motoki Abe                                                   | [ 3 ] |
| 3. PŚJ | 4-5 lutego 2023      | Inzell      | 1500 m (05.02)            | Kotaro Kasahara                                                          | Nurali Akżol                                                    | Emil Pedersen Matre                                          | [ 3 ] |
| 3. PŚJ | 4-5 lutego 2023      | Inzell      | Bieg masowy (05.02)       | Jordan Stolz                                                             | Carl Tatelli                                                    | Qu Shiyi                                                     | [ 3 ] |

#### Klasyfikacje
| Lp. | Zawodnik                  | Punkty |
| --- | ------------------------- | ------ |
| 1.  | Koo Kyung-min             | 122    |
| 2.  | Issa Gunji                | 114    |
| 3.  | Tim Prins                 | 114    |
| 4.  | Cristian Landrø Magnussen | 113    |
| 5.  | Szymon Wojtakowski        | 108    |
| 6.  | Liu Bin                   | 101    |
| 7.  | Nikita Ważenin            | 100    |
| 8.  | Jenning de Boo            | 97     |
| 9.  | Motoki Abe                | 91     |
| 10. | Gabriel Eduard Niţu       | 88     |

| Lp. | Zawodnik            | Punkty |
| --- | ------------------- | ------ |
| 1.  | Nikita Ważenin      | 132    |
| 2.  | Ko Eun-woo          | 115    |
| 3.  | Issa Gunji          | 114    |
| 4.  | Tim Prins           | 108    |
| 5.  | Jenning de Boo      | 90     |
| 6.  | Mateusz Śliwka      | 89     |
| 7.  | Andriej Siemionow   | 89     |
| 8.  | Szymon Wojtakowski  | 81     |
| 9.  | Koo Kyung-min       | 80     |
| 10. | Gabriel Eduard Niţu | 78     |

| Lp. | Zawodnik            | Punkty |
| --- | ------------------- | ------ |
| 1.  | Emil Pedersen Matre | 142    |
| 2.  | Nurali Akżol        | 137    |
| 3.  | Kotaro Kasahara     | 120    |
| 4.  | Ko Eun-woo          | 120    |
| 5.  | Tim Prins           | 114    |
| 6.  | Roman Binozarow     | 99     |
| 7.  | Manuel Robla        | 95     |
| 8.  | Kaspar Norberg      | 92     |
| 9.  | Stijn van de Bunt   | 91     |
| 10. | Manuel Taibo        | 83     |

| Lp. | Zawodnik            | Punkty |
| --- | ------------------- | ------ |
| 1.  | Stijn van de Bunt   | 148    |
| 2.  | Emil Pedersen Matre | 126    |
| 3.  | Manuel Taibo        | 112    |
| 4.  | Nurali Akżol        | 111    |
| 5.  | Lukáš Steklý        | 110    |
| 6.  | Park Sung-yun       | 108    |
| 7.  | Shomu Sasaki        | 91     |
| 8.  | Alexander Farthofer | 90     |
| 9.  | Manuel Robla        | 86     |
| 10. | Remco Stam          | 85     |

| Lp. | Zawodnik            | Punkty |
| --- | ------------------- | ------ |
| 1.  | Kaspar Norberg      | 120    |
| 2.  | Stijn van de Bunt   | 119    |
| 3.  | Qu Shiyi            | 116    |
| 4.  | Cong Zhenlong       | 113    |
| 5.  | Manuel Taibo        | 111    |
| 6.  | Alexander Farthofer | 108    |
| 7.  | Lukáš Steklý        | 105    |
| 8.  | Alvar Muhonen       | 87     |
| 9.  | Mateusz Śliwka      | 87     |
| 10. | Park Sung-yun       | 84     |

| Lp. | Reprezentacja     | Punkty |
| --- | ----------------- | ------ |
| 1.  | Polska            | 116    |
| 2.  | Kazachstan        | 112    |
| 3.  | Szwecja           | 106    |
| 4.  | Hiszpania         | 70     |
| 5.  | Belgia            | 65     |
| 6.  | Stany Zjednoczone | 60     |
| 7.  | Norwegia          | 60     |
| 8.  | Austria           | 59     |
| 9.  | Czechy            | 55     |
| 10. | Portugalia        | 53     |